# 香園圍管制站
香園圍管制站（英語：Heung Yuen Wai Control Point）為深圳與香港之間的第七個跨境陸路口岸，旅客過境服務每日上午7時正至晚上10時正運作，並設有24小時貨運過境服務，連接深圳的蓮塘口岸，位於沙頭角與文錦渡之間，鄰近白虎山、香港最北部範圍之內，通過新建的香園圍公路直達9號幹線粉嶺公路。口岸於2013年7月動工，于2020年8月26日启用，鑑於2019冠狀病毒病疫情，此管制站啟用初期只供貨車通关服务，而旅客和客运车辆的通关服务则于2023年2月6日正式启用。

## 沿革
有關興建蓮塘口岸的研究報告指出，支持興建新口岸分為五個角度，第一是大珠三角區域合作，新口岸可將香港與粵東及粵東北地區聯繫起來，建立粵港澳更緊密的經濟及貿易聯繫；第二是港深合作，新口岸能方便兩地自由流通，促進港深城市發展空間的整合；第三是跨界交通發展，原有的沙頭角口岸和文錦渡口岸將會出現飽和，有需要興建新口岸作分流；第四是港深公路及口岸功能分工，新口岸能與原有的深港西部通道成為通往粵東和粵西的兩條主要通道；第五是經濟效益，預計新口岸可帶來143億港元的總經濟效益，或22億港元的淨經濟效益。
除此以外，蓮塘／香園圍口岸發展工程亦有助舒緩香港北部粉嶺／上水新市鎮的交通擁堵問題。目前香港車輛如果要經文錦渡口岸和沙頭角口岸進入內地，必須先進入上水及粉嶺市中心，再循市中心內的道路接入文錦渡路及沙頭角公路，這套道路系統已有超過50年的歷史，亦為上水及粉嶺的市中心範圍帶來龐大的跨境車流。自2010年後，上水迴旋處及雞嶺迴旋處於下午繁忙時段的交通擁塞情況日趨嚴重，蓮塘／香園圍口岸發展工程完成後可以有助將跨境車輛引導至粉嶺以南的龍山隧道，從該處繞過新市鎮的範圍直達跨境口岸，從而達到減少新市鎮內車流量的效果。
發展局文件透露，假設到2030年深圳居民可以免大陸出境簽注到訪香港，預計新口岸每日最多需要處理客流量30,700人次及車流量20,600架次。

## 歷史

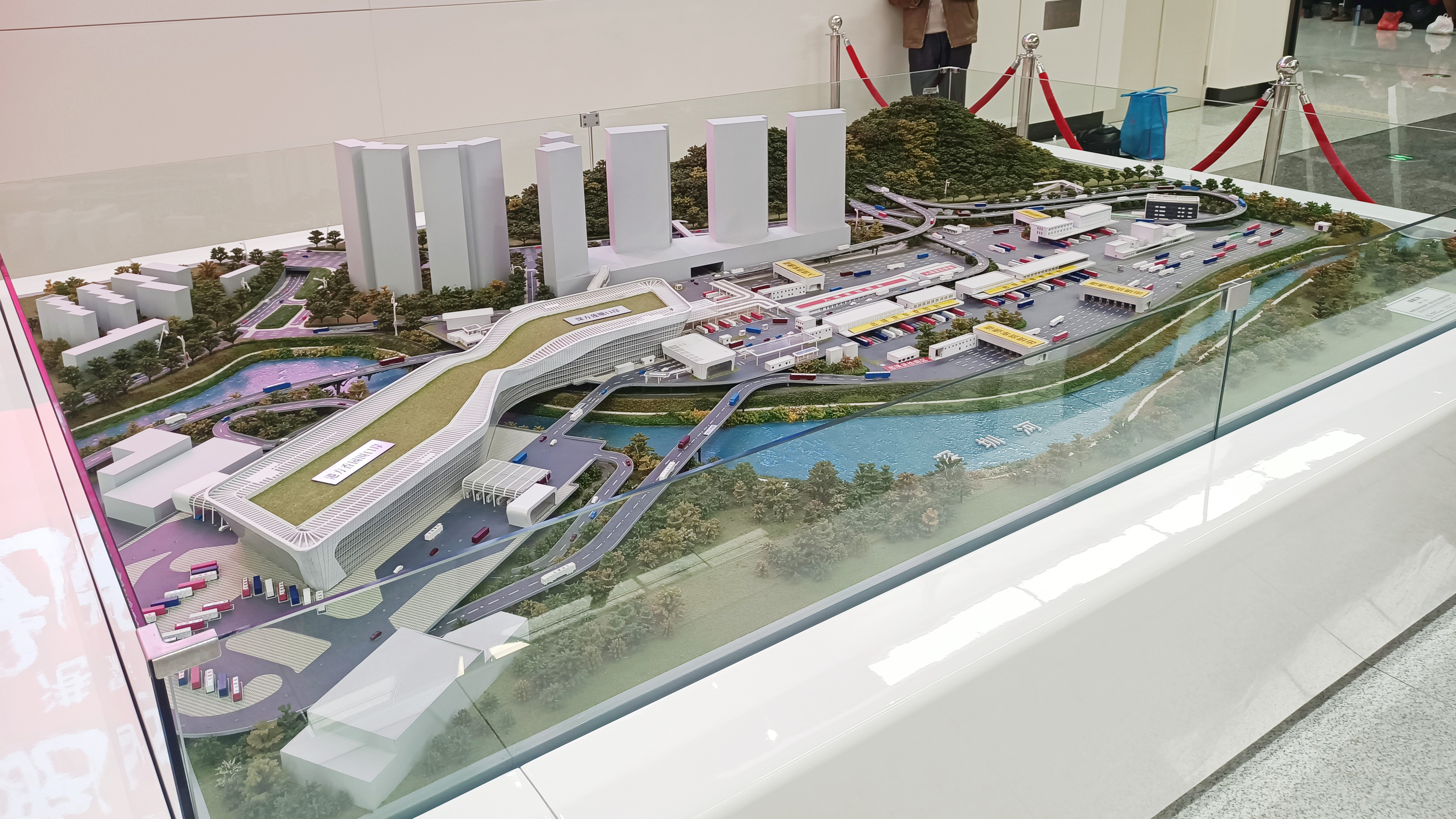
莲塘口岸及香园围管制站的建筑模型（摄于莲塘口岸入境厅）

2006年，香港與深圳兩地政府簽訂《關於加強深港合作的備忘錄》，內容包括研究有關東部通道和蓮塘口岸，其後雙方成立深港興建蓮塘／香園圍口岸聯合研究小組，並且開展《深港興建蓮塘／香園圍口岸前期規劃研究》，2007年初，規劃署正式委託顧問公司研究新口岸在香港境內的土地、規劃、交通和工程事宜。按照2007年的估價，整個項目工程造價約96億元，以2009年9月的估價，整個工程項目造價修正為約81億元，項目內容包括在打鼓嶺竹園村興建「兩地兩檢」的口岸大樓（包括與口岸有關服務的政府部門的辦公地方和設施、旅客出入境大堂及公共運輸交匯處等設施，而竹園村原有的村民將遷往竹園村東南面一幅約2.3公頃的土地，并鋪築一條設有交通管制和監察系統的雙程雙線分隔主幹路，把口岸接駁到和合石附近的一段粉嶺公路及周邊建設和輔助設施，例如橫跨深圳河的天橋、邊界路及圍網、供水系統、環境美化工程、排水渠及污水渠工程等。
2008年，兩地政府成立港深邊界區發展聯合專責小組取代深港興建蓮塘／香園圍口岸聯合研究小組，統籌有關的研究工作，小組下再分為三個工作小組分別是落馬洲河套地區環境、規劃及工程工作小組、落馬洲河套地區開發模式工作小組，以及蓮塘／香園圍口岸前期規劃工作小組。同年9月18日，在第二次港深邊界區發展聯合專責小組會議中，雙方同意落實興建蓮塘/香園圍口岸，及成立蓮塘/香園圍口岸工程實施工作小組統籌興建新口岸的工作。同年年終，香港立法會通過8,900萬的撥款，用作進行蓮塘香園圍口岸的勘察及設計研究費用。

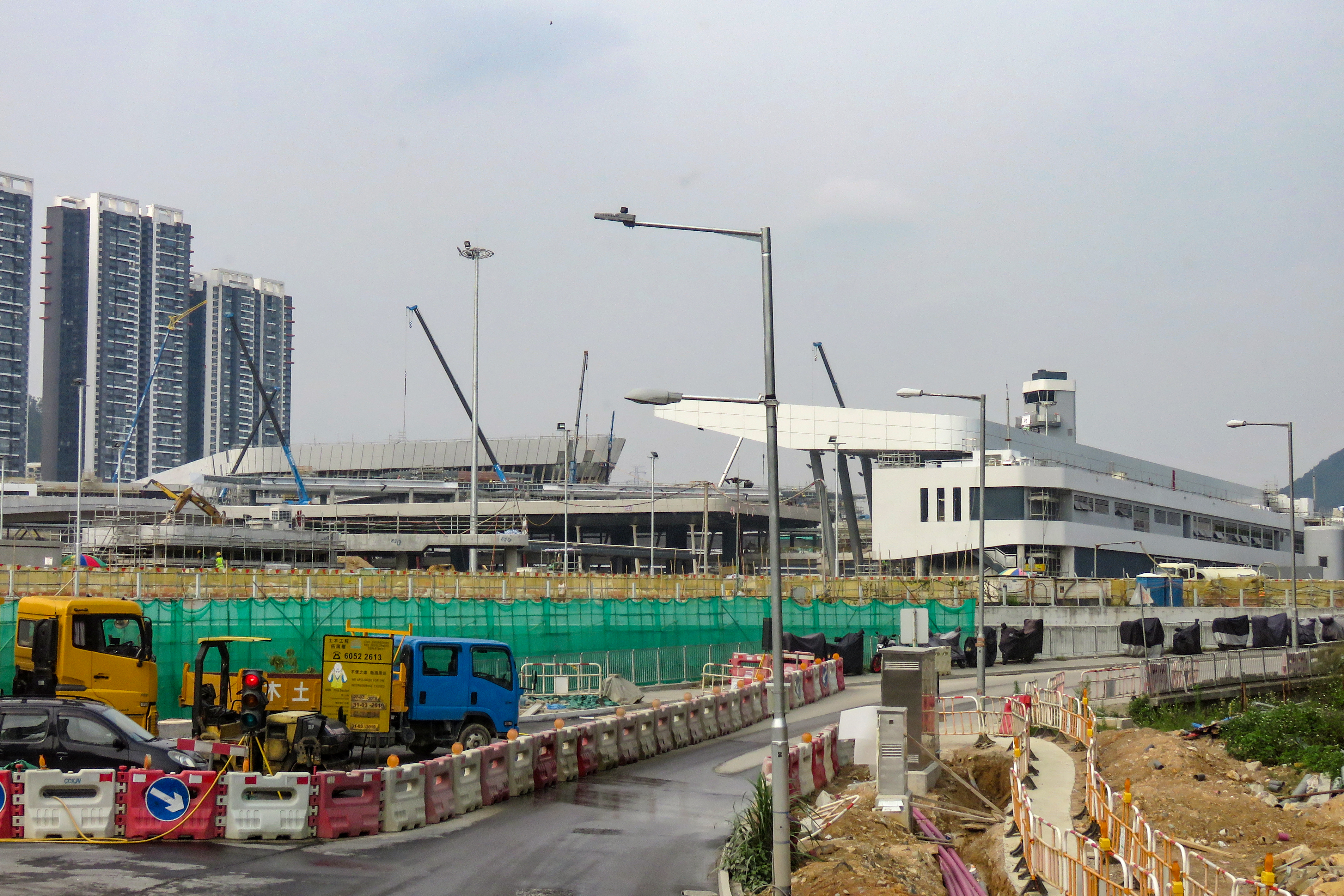
正在建设中的香园围管制站

2009年4月，雙方在第三次港深邊界區發展聯合專責小組會議中同意工程時間表。與此同時，土木工程拓展署委聘顧問進行勘測和初步設計研究，預計於2011年12月完成，整個工程將於2013年年底動工，於2018年年中落成。
根據香港政府於2012年10月22日提交予香港立法會發展事務委員會的文件顯示，香港政府決定委託深圳市人民政府為橫跨深圳河的4座行車橋及一條行人橋、以及深圳河的整治工程，進行設計及作中央統籌，以確保設計的相容性，並且由深圳市人民政府透過公開招標方式批出建造合約（由均安-顯豐機械-上海建工聯營中標，是上海建工集團在香港的唯一項目），香港則分擔約6億港元工程費用。
2012年9月28日，土木工程拓展署就蓮塘／香園圍口岸道路及隧道工程合約招標，工程主要為興建一條雙程雙綫分隔主幹路，其中包括一條長約4點8公里的行車隧道，以連接擬定興建的沙頭角公路交匯處與粉嶺公路交匯處；興建1座行政大樓和3座通風大樓。後來，土木工程拓展署宣布延長招標時間至2013年1月4日中午12時正。工程預計於2013年5月展開，於2017年10月完成。11月28日，立法會工務小組委員會通過向財務委員會建議撥款1億8千萬港元用以支付蓮塘／香園圍口岸與相關工程費用，主要用來進行興建口岸設施、建築設計及工地勘察等事務。
2013年1月4日，土木工程拓展署宣布因應有意投標者的要求，蓮塘／香園圍口岸連接擬建的沙頭角公路交匯處與粉嶺公路交匯處的道路及隧道工程合約的招標期延長至2月22日中午12時。2013年3月28日，土木工程拓展署批出蓮塘／香園圍口岸工地平整工程合約，合約總值約5億1千萬港元，工程將會於同年4月展開，預計於2015年年中完成。
2013年7月2日，土木工程拓展署批出總值25億4,500萬港元的蓮塘╱香園圍口岸工程合約，用以興建粉嶺公路交匯處及相關工程，工程於同月展開，預計於2018年年初完成。同月，立法會批准蓮塘／香園圍口岸項目逾162億5千3百萬港元撥款，作為工地平整及基礎建設工程費用。
2013年12月，發展局表示因應建築工人薪酬及重型機器費用飆升，前者最多增加46%、後者上升30%至40%，加上機電工程價格上升54%，以及於2012年進行的地底勘探時有延誤，其後發現隧道岩土斷層比較預期多，此項需要額外增加7億港元預算，以上種種致使蓮塘／香園圍口岸工程費用大幅度地增加，項目超支近53%，預計需要逾248億3千2百萬港元，將會於2014年2月向立法會申請額外撥款。
2014年1月7日，立法會發展事務委員會再次否決蓮塘／香園圍口岸項目85億5千萬港元的額外撥款申請。多名香港立法會議員炮轟項目在一年半內超支逾5成，質疑估算出錯，超支理據亦不充份。因應價格調整準備金額下調，有關部門於同年4月再次申請撥款，由上述額數減少3億5千萬港元至約82億元。
2014年9月，龍山及長山隧道工程展開，並於翌年年初展開爆破及鑽挖工程。
2015年3月31日，立法會工務小組委員會以11票贊成、14票反對否決蓮塘／香園圍口岸建築及相關設施建造工程的追加撥款申請，有關工程涉款88億1,190萬港元。
2017年6月，龍山隧道鑽挖段隧道鑽挖機「翔龍公主」掉頭，北行隧道鑽挖工程動工。
2017年7月，龍山隧道鑽爆段及龍山隧道分別完成爆破工程。
2019年5月26日，香園圍公路（粉嶺公路至蓮麻坑路段）通車。
2020年8月26日，香園圍邊境管制站貨檢設施啟用。

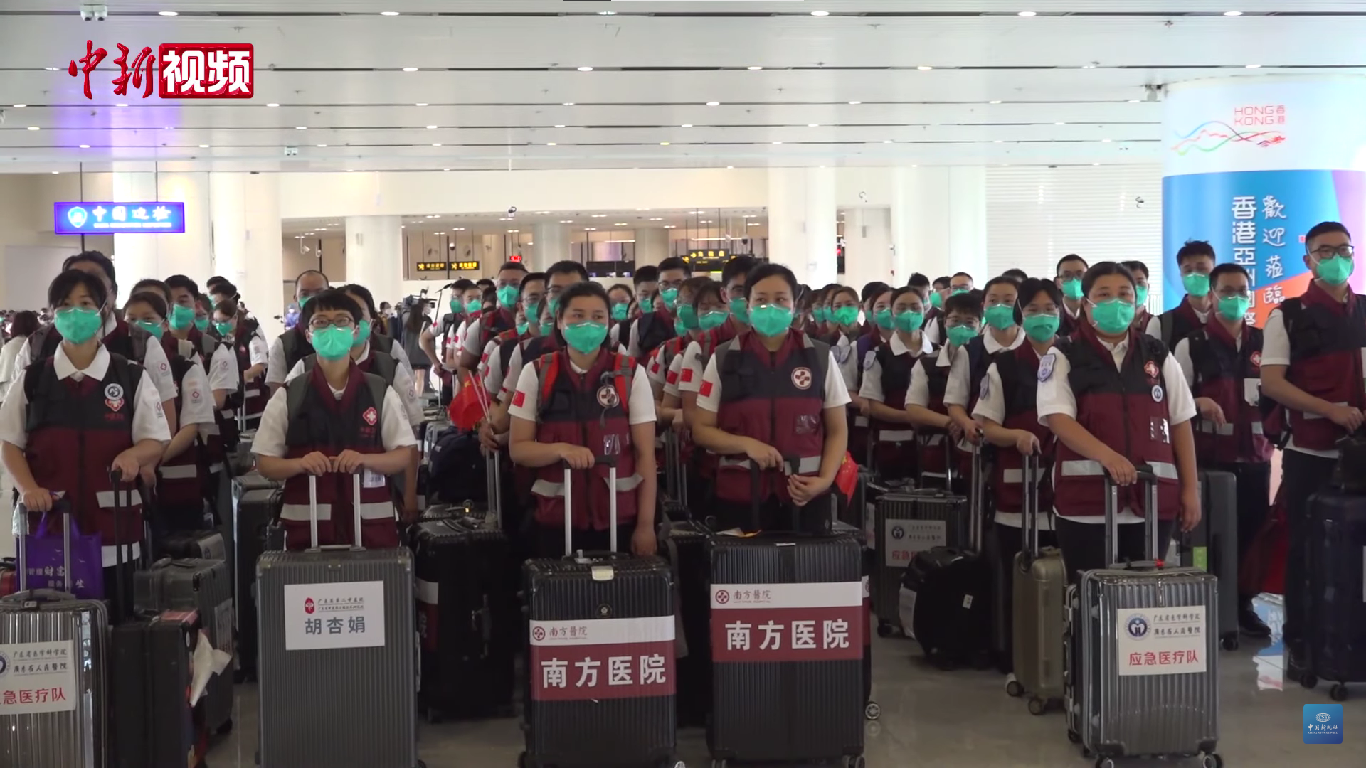
2022年3月16日，中央援港医疗队抵达香园围口岸，支援香港抗击疫情

雖然香園圍口岸因新冠疫情而未能夠開放旅客和客运车辆的通关服务設施，但早前於2020年5月20日由跨部門反恐專責組進行一次行動代號為「風盾」的反恐演習，模擬有「恐怖分子」因不滿政府封關而發動連環襲擊。2021年12月19日，2021年香港立法會選舉舉行，當局按「選民從內地返港投票安排」於三個關口管制站（包括香園圍管制站）設「管制站投票站」供身處內地選民豁免檢疫下返港投票，使用前需預先登記。2022年3月16日，中央援港医疗队抵达香园围口岸支援香港抗击第五波疫情。
2023年2月6日，随着中港两地全面恢复人员往来，香園圍邊境管制站旅客和客运车辆的通关服务設施啟用。

## 設計
2010年，香港特別行政區政府土木工程拓展署及深圳市建筑工务署合辦「蓮塘／香園圍口岸聯檢大樓概念設計國際競賽」，目的是尋求符合「港、深兩地相連的聯檢大樓的統一協調外型及風格及新穎、“以人為本”的優化口岸設計」為主題的獨特及創新的設計概念。比賽結果於2011年9月1日公佈，由匈牙利籍建築師Daniel Santos以及香港建築設計師張惟誠組成的團隊以題名“光影‧流‧岸”的作品贏得專業組第一名，得獎作品作為大樓的設計概念，2012年，香港政府作為統籌，由專業組得獎團隊丹尼爾安廸建築設計公司組成設計顧問，配合香港及深圳建築師團隊，把得獎作品的設計概念轉變成最後的建築成果。
香園圍管制站由呂元祥建築師事務所設計，以「人車直達」的概念規劃及興建。市民除可乘搭巴士、小巴及的士等公共交通服務來往管制站外，亦可以駕駛私家車直達管制站。管制站佔地1.8公頃，除必要邊檢設備，並附設419個公眾車位，由禮頓建築承建。
香園圍管制站在設計上每天可處理旅客三萬人次和車輛17,850架次，預計在新口岸啟用初期，每日客流量為17,500人次，車流量則為7,700架次。由於新口岸能直達高速公路，預計可吸引現時使用附近兩個現有陸路車輛口岸（即沙頭角口岸及文錦渡口岸）的人士改用新口岸，兩個口岸每天總旅客人次和車輛架次，將減少約18%和26%。
建築樓高四層，地面層為香園圍邊境管制站公共運輸交匯處，M層為公眾停車場，一樓則為出境層及過境巴士上落客站，而二樓則為入境層。
- 香園圍管制站及蓮塘口岸旅檢大樓
- 从香园围管制站入境香港
- 从香园围管制站出境香港
- 入境大堂
- 離境大堂
- 離境大堂外的等候區
- 离境大堂门口
- 车辆离境检查
- 從香園圍口岸公共運輸交匯處側視的車輛通關廣場（入境貨車清關亭）

## 配套設施
香園圍管制站所在地南部原為竹園村，為興建管制站而將竹園村遷至南邊近松園下。
由粉嶺公路直達香園圍管制站的連接路，名為香園圍公路（其中包括：龍山隧道、長山隧道），於2013年1月展開建造工程，於2019年完成，由粉嶺公路到達管制站的車程只需9分鐘。由於香園圍公路不經粉嶺市區，亦設有交匯處連接沙頭角公路，有助於紓緩粉嶺、聯和墟的交通壓力。連接路的設計為每小時流量可以達到3,700架次，以雙線雙程行車。另外，由於香園圍管制站不屬禁區範圍，市民不需要申請禁區紙就可前往，因此管制站提供停車場及上落客設施以供駕駛者使用，為免停車場爆滿令駕駛者沒法泊車甚至泊在周邊道路，採取預約泊車服務。
另外，當局興建了一條行人隧道，連接管制站與管制站外的打鼓嶺 (松園下) 巴士總站，以方便鄰近居民使用管制站來往深圳。市民可直接步行及騎單車前往香園圍管制站過關，與其他口岸必須乘搭直通巴士等跨境車輛過關的安排不同。
管制站大樓設有免稅店，而在一樓進入離港大堂前亦開設了7-11便利店。
- 新建的香園圍公路與既有蓮麻坑路
- 香园围管制站行车方向指引牌
- 行人隧道连接莲麻坑路与香园围管制站
- 打鼓岭（松园下）总站附近的行人隧道可前往香园围管制站
- 香园围管制站停车场可对外使用
- 位于香园围管制站的香港旅游发展局专柜

## 公共交通
管制站大樓地下為香園圍邊境管制站公共運輸交匯處，運輸署開辦三條巴士綫，分別為城巴營運，經粉嶺和上水的B7線、經大埔到大圍的B8線，及九巴營運，經元朗形點到屯門站的B9線。
此外，部分往惠州、河源、梅州等城市和深圳東部（如小梅沙、大梅沙、南澳）的跨境巴士，預計將取道蓮塘口岸／香園圍管制站，比取道皇崗口岸或沙頭角口岸可節省行車時間。在跨境交通方面，粵港兩地政府正在處理不同種類的跨境交通工具（包括跨境巴士、跨境出租車、跨境私家車及跨境貨車）經新口岸往來粵港兩地的配額安排。
此外，香園圍管制站設有行人隧道連接管制站外的打鼓嶺（松園下）巴士總站，旅客可在此乘搭九龍巴士79K線或新界區專線小巴59K線，而運輸署安排新界區專線小巴59K線營辦商開辦來往管制站及上水的短途服務新界區專線小巴59S線。
另外，亦有跨境巴士公司開設來往香港各地的大巴服務。
- 香园围边境管制站公共运输交汇处
- 香园围边境管制站的士站
- 公共运输交汇处布局示意图
- 公共运输交汇处往樓上的扶手電梯
- 香园围管制站的跨境巴士停车区

## 利用状况
由于香园围管制站是港深两地首个采用“人车直达”概念的陆路口岸，加上香港一邊公共交通提供長者及合資格殘疾人士公共交通票價優惠計劃，而深圳一邊連接地鐵站，深圳地鐵提供60歲以上人士免費乘搭的優惠，吸引不少長者使用，自启用旅检通关设施后，一直受到港深两地市民及旅客的欢迎，出入境人数迅速攀升，并在2023年连续多次打破出入境人数历史纪录。最新紀錄為2025年8月10日錄得的114,988人次，較旅客設計流量3万人次高出足足2倍。

## 爭議

### 工程問題
2019年10月21日，《明報》報導建築署於2018年8月審核工程時，發現管制站內的連接橋有約1520粒螺絲帽在欠缺入貨紀錄的情況下已完成安裝。建築署指承建商禮頓建築的表現不理想，並發出警告信。土木工程師倪學仁指螺絲帽未經檢驗，不能確定是否合格。

### 環境影響
根據顧問公司的研究報告指出，工程有可能導致空氣、噪音及污水等環境影響，但只要採取適當的舒緩措施，有關的影響將會只達到可接受程度。不過，為迎接新口岸通車所帶來的車流，路政署於2010年決定擴闊吐露港公路一段長約3.5公里的路段，由三線雙程行車擴闊至四線雙程行車，但被環保團體批評砍伐過多樹木。

### 停車場營運問題
2023年2月11日为香园围管制站開通後首個周末，有大量駕駛者使用停車場，包括未經預約系統預約停車場預約車位的駕駛者，加上逾時停泊費用低廉，令停車場早上10時已爆滿，而停車場外出現等候使用停車場的車龍，亦令已預約的駕駛者無法使用停車場，引起立法会议员李梓敬及陈恒镔批评。为应对香园围管制站停车场停泊问题，2023年2月15日，香港政府宣布推行优化设施，从2月17日起恢复停车场预约系统，停车场只接受经网上预约的车辆停泊，并从2月24日起大幅调高停车费用。

## 外部連結
- 蓮塘/香園圍口岸與相關工程
- 香港巴士大典上的相关条目：香園圍邊境管制站的本地公共交通服務安排